# Янковский, Иван Дмитриевич
Иван Дмитриевич Янковский (9 сентября 1924 год, село Забоенье, Лепельский район, Витебская область, Белорусская ССР, СССР — 2009 год) — председатель колхоза «40 лет Октября», Герой Социалистического Труда (1966). Депутат Верховного Совета Белорусской ССР 9 созыва (1975—1980).

## Биография
Родился 9 сентября 1924 год в крестьянской семье в селе Забоенье Лепельского района Витебской области. Участвовал в Великой Отечественной войне. С декабря 1942 года был партизаном отряда № 3 бригады «Желязняк». После войны занимал различные хозяйственные и партийные должности. В 1955 году был назначен председателем колхоза «17 сентября» Давид-Городокского района Брестской области и в 1959 году — председателем колхоза «40 лет Октября» Столинского района Брестской области.
В 1966 году ему было присвоено звание Героя Социалистического Труда за успехи, достигнутые в сельском хозяйстве.
В 1981 году окончил Гродненский сельскохозяйственный институт.
Скончался в 2009 году.

## Награды
- Орден Ленина (1958);
- Герой Социалистического Труда — указ Президиума Верховного Совета СССР от 30 апреля 1966 года;
- Орден Ленина (1966);
- Орден «Знак Почёта» (1973);
- Орден Октябрьской Революции (1976);
- Орден Отечественной войны I степени — награждён 11 марта 1985 года;
- Медаль «За отвагу».
- Медаль «За победу над Германией в Великой Отечественной войне 1941—1945 гг.»